# Le Quatrième K
Le Quatrième K (The Fourth K) est un roman policier de Mario Puzo (l'auteur du roman Le Parrain) paru en 1990.
Traduit en français par Patrick Berthon et paru une première fois aux éditions Robert Laffont en 1991, le roman connaît une nouvelle traduction française signée Bernard Ferry et est réédité aux éditions de la Seine en 1993.

## Résumé
Francis Xavier Kennedy, cousin de John et neveu de Bobby, poursuit la destinée de la fameuse famille comme président des États-Unis. En fin de mandat, alors qu'il n'a pu appliquer la politique qu'il souhaitait, un évènement va bouleverser sa direction du pays : la prise en otage de sa fille. Il prend alors la voie de la vengeance quitte à s'opposer au Congrès et aux membres très influents du Club Socrate.

## Analyse
Ce roman nous plonge dans les trames du pouvoir, dans les complots et les prises de décisions sur fond de Maison-Blanche et de terrorisme.